# Giants of All Sizes
| Совокупная оценка   | Совокупная оценка |
| Источник            | Оценка            |
| ------------------- | ----------------- |
| AnyDecentMusic?     | 7.9/10            |
| Metacritic          | 84/100            |
| Оценки критиков     |                   |
| Источник            | Оценка            |
| AllMusic            | [ 3 ]             |
| The Daily Telegraph | [ 4 ]             |
| The Guardian        | [ 5 ]             |
| The Independent     | [ 6 ]             |
| Mojo                | [ 7 ]             |
| Paste               | 8.0/10            |
| Q                   | [ 9 ]             |
| The Times           | [ 10 ]            |
| Uncut               | [ 11 ]            |

Giants of All Sizes — восьмой студийный альбом британской группы Elbow, выпущенный 11 октября 2019.

## Описание
Во время написания и записи Giants of All Sizes умерли три человека, близких к группе: отец лидера группы Гая Гарви Дон умер от рака лёгких в марте 2018 года, а в октябре 2018 года два близких друга группы, которые жили и работали в Манчестере, Скотт Александер (владелец концертных площадок Big Hands и The Temple) и Ян Ольденбург (владелец The Night and Day Café, где Elbow получили свой первый контракт на запись), оба неожиданно умерли с разницей в восемь дней. В примечаниях на обложке альбома написано посвящение всем трём умершим мужчинам. Гарви заявил, что эти смерти сильно повлияли на группу и обусловили то «тёмное место», из которого появился альбом.
Обложка альбома представляет собой стоковую фотографию Visual China Group (VCG), лицензированную для Getty Images, на которой показан переполненный китайский бассейн летом. Как объяснил Гарви, группа хотела использовать изображение, которое показывало бы как можно больше людей и как можно более широкий спектр человеческих эмоций и взаимодействий.

## Список композиций
Тексты песен — Гай Гарви, музыка — Elbow.
1. "Dexter & Sinister" – 6:59 (6:39 на стрим-версии)
2. "Seven Veils" – 4:36
3. "Empires" – 3:59
4. "The Delayed 3:15" – 3:25
5. "White Noise White Heat" – 3:57
6. "Doldrums" – 3:02
7. "My Trouble" – 5:18
8. "On Deronda Road" – 4:03
9. "Weightless" – 4:45

## Критика
Альбом получил в основном положительные отзывы от критиков, отметивших более мрачную лирику и большее влияние прогрессивного рока. Обозреватель The Independent назвал Giants of All Sizes «возможно, лучшим альбомом группы со времён выхода прорывного The Seldom Seen Kid». Алексис Петридис из The Guardian назвал альбом «чередой тревожных песен», посчитав его «изобильным и странным» и написанным в стиле, который хорошо подходит группе. Негативную рецензию написал обозреватель Уилл Ходгкинсон из The Times, посчитавший, что «свой фирменный гипнотический хороший вкус Elbow просто спаяли с более тяжелыми материями, и результат получился раздражающе неудовлетворительным».

## Чарты
| Чарт (2019)                       | Высшая позиция |
| --------------------------------- | -------------- |
| Австралия (ARIA)                  | 60             |
| Австрия (Ö3 Austria)              | 58             |
| Бельгия/Фландрия (Ultratop)       | 5              |
| Бельгия/Валлония (Ultratop)       | 38             |
| Нидерланды (Album Top 100)        | 10             |
| Германия (Offizielle Top 100)     | 32             |
| Ирландия (IRMA)                   | 6              |
| Шотландия (Scottish Albums Chart) | 1              |
| Швейцария (Schweizer Hitparade)   | 27             |
| Великобритания (UK Albums Chart)  | 1              |